# Gmina Jeleśnia
Gmina Jeleśna je vesnická obec v okrese Żywiec ve Slezském vojvodství. V letech 1975–1998 vesnice byla pod správou vojvodství Bílsko.

## Historie
První písemné zmínky o vesnici pochází z 16. století, ale historie regionu sahá stovky let dopředu. Založení osad v Jeleśni se připisuje Valachům, kteří s ovcemi postupovali z Rumunska. O oblast se vedly spory silou zbraní. V roce 1457 král Kazimír IV. Jagelonský odkoupil osvětimské knížectví a připojil ke krakovskému vojvodství a později jej předal Petru Komorowskému (Piotr Komorowski). Z písemných záznamů vyplývá, že pro ves Jeleśnia byl v roce 1584 odlit zvon pro zdejší kostel. V období 1608–1620 byly zakládány rozlehlé panské statky. Jeden z nich zabíral část údolí a území devíti vesnic. Vesnici Jeleśnia, Pewel Wielka, Koszarawa, Krzyżowa, Sopotnia Wielka, Sopotnia Mała a Korbielów. Později byly připojeny vesnice Mutne a Hucisko. V polovině 17. století byl region vystaven švédským vojskům. V roce 1624 byly zadlužené źywiecké statky dány do zástavy královně Konstancii, ženě Zikmunda III. Vasy. Zatím co statky suské a ślemieńské přešly do vlastnictví majetku rodu Wielkopolských. Tento rod odkoupil v roce 1676 źywiecké statky a vlastnil je až do počátku 19. století. V roce 1772 se oblast dostala do vlastnictví Rakouska a od roku 1838 Habsburků (až do roku 1945).

## Povrch
Gmina se rozkládá v jižní části Beskid Żywieckich. Na severozápadě je ohraničena pásmem Beskidu Śląskiego na východě Podhalem a na jihu částí slovenskými Karpaty. Gmina se nachází na úpatí nejvyšších hor Beskidu Żywieckiego: Pilsko (1557 m n. m.), Babiej Góry (1725 m n. m.), Romanki (1366 m n. m.) i Rysianki (1322 m n. m.)
Gminou protéká řeka Koszarawa do které se vlévají potoky Sopotnia, Kamienna a Pewlica. . V Úřad gminy Jeleśnia se nachází v jižní části kolem kostela a Zájezdního hostince (Starej Karczmy).
Podle statistických údajů z roku 2008 byla rozloha 170,51 km2: z toho tvoří
- zemědělská půda 35 %
- lesy a lesní porost: 54 %

Obec zaujímá 16,4 % povrchu okresu Żywiec.

## Počet obyvatel
V roce 1869 žilo ve vsi Jeleśnia 2729 obyvatel. Do jeleśnianské farnosti patřilo devět vesnic Sopotnia Mała, Sopotnia Wielka, Korbielów, Krzyżowa, Pewel Wielka a Pewel Mała, Mutne, Przyborów, Huciska. V celé farnosti v roce 1869 žilo 11 733 katolíků, 4 evangelíci a 150 Židů.
V roce 2011 v gmině žilo 13 587 obyvatel (6769 mužů a 6818 žen).
Podle statistických údajů z roku 2015 v obci žilo 13 528 obyvatel.
Údaje jsou z roku 2004, 2008 a 2011
|                               | celkem | celkem | ženy | ženy | muži | muži |
| rok                           | osob   | %      | osob | %    | osob | %    |
| ----------------------------- | ------ | ------ | ---- | ---- | ---- | ---- |
| 2004                          | 13 488 | 100    | 6801 | 50,4 | 6673 | 49,6 |
| hustota počet obyvatel na km2 | 79,1   | 79,1   | 39,9 | 39,9 | 39,2 | 39,2 |
| 2007                          | 13 420 | 100    | 6772 | 50,5 | 6648 | 49,5 |
| 2011                          | 13 572 | 100    | 6811 | 50,2 | 6761 | 49,8 |
| 2013                          | 13 478 | 100    | 6755 | 50,1 | 6723 | 49,9 |
| 2015                          | 13 394 | 100    | 6725 | 50,2 | 6669 | 49,8 |

## Součásti obce
Součástí obce jsou starostenské vesnice: Jeleśnia - úřad gminy, Sopotnia Mała, Sopotnia Wielka, Korbielów, Krzyżowa, Krzyżówki, Pewel Wielka, Mutne, Przyborów.

## Sousední gminy
Gmina sousedí s gminou: Ujsoły, Węgierska Górka, Radziechowy-Wieprz, Świnna, Ślemień, Koszarawa,
- na severu sousedí Malopolským vojvodstvím
- na jihu jeho hranicí tvoří státní hranice se Slovenskou republikou.

## Transport
- Železniní stanice Jeleśnia na železnici 97 Skawina – Żywiec se spojením Żywiec-Sucha Beskidzka nebo Zakopane-Częstochowa.
- silnice 945 (Żywiec–Slovensko) prochází vesnicemi Mutne–Jeleśnia–Krzyżowa–Korbielów k slovenské hranici a navazuje na silnici 78.

## Památky
- Kostel sv. Vojtěcha ve vesnici Jeleśnia, barokní kostel z roku 1584 s varhany firmy Otto Rieger z Krnova.
- Zájezdní hostinec nazýván Stará Karczma, je dřevěný hostinec, pravděpodobně z 18. století. Je součástí Stezky dřevěné architektury Slezského vojvodství.
- Opevnění (152 kompania forteczna Jeleśnia a 151 kompania forteczna Węgierska Górka) soubor betonových bunkrů z roku 1939 v oblasti Jeleśnia a Węgierska Górka.
- Muzeum MOTÓRA

## Známé osobnosti
- Józef Łazarski – lékař, profesor farmakologie a farmakognozie, rektor
- Agata Wróbel – vzpěračka (kategorie +75 kg) olympijská vítězka v Sydney 2000 a Aténách 2004
- Natalia Piekarska-Poneta – spisovatelka, veřejná pracovnice

## Turistické trasy
Jeleśnia je výchozím bodem mnoha pěších turistických tras do hor Beskidu Żywieckého. Některé trasy podle zdroje Szlaki turystyczne
1. Žlutá značka: Jeleśnia nádraží (kolem 450 m) – Janikowa Grapa (737 m) – Garlejów Groń (730m) – Zwaliska (757 m) – Bąków (Czeretnik 776 m) – Gachowizna (758 m). Čas přechodu: výstup 4 h, sestup 3,30 h.
2. Žlutá značka: Korbielów (600 m) – Walcowa Grapa (707 m) – průsmyk mezi Beskidem Krzyżowskim a Beskidem Korbielowskim (854 m). Čas přechodu: výstup 1,30 h., sestup 1,45 h.
3. Žlutá značka: Korbielów (kolem 530 m) – Hala Miziowa (1275 m). Čas přechodu: výstup 2,30 h, sestup 1,45 h.
4. Žlutá značka: Korbielów Centrum (kolem 580 m) – Krzyżowa – (kolem 560 m) – svahy Przyborówki (kolem 840 m) – Przyborów (kolem 500 m). Čas přechodu: výstup 2 h., sestup 2,15 h.
5. Červená značka: Průsmyk Glinne (809 m) – Hala Miziowa (1275 m). Čas přechodu: výstup 2 h., sestup 1¼ h.
6. Červená značka: Průsmyk Glinne (809 m) – Student (935 m) – Beskid Korbielowski (Weska 955 m) – Beskid Krzyżowski (Szelust 923 m) – Przełęcz Półgórska (809 m) – Jaworzyna (1047 m) – Głuchaczki (830 m) – Mędralowa (1163 m) – průsmyk Jałowiecka (993 m) – Żywieckie Rostaje – Hala Czarnego – Markowe Szczawiny (1180 m). Čas přechodu: výstup 7,30 h., sestup 7,30 h.
7. Červená značka: Rysianka (1322 m) – Trzy Kopce (1216 m) – Palenica (1343 m) – Hala Miziowa (1257 m). Čas přechodu: výstup 2 h., sestup 2 h.
8. Zelená značka: Korbielów Kamienna (autobusová zastávka) (kolem 630 m) – Buczynka – Hala Miziowa (1275 m). Čas přechodu: výstup 2,30 h., sestup 1,30 h.
9. Zelená značka: Sopotnia Wielka vodopád (kolem 620 m) – Hala Buczynka (1202 m) – Hala Górowa-Skałka (1235 m) – Hala Miziowa (1275 m). Čas přechodu: výstup 2,45 h., sestup 1,45 h.
10. Modrá značka: Korbielów (kolem 530 m) – sedlo Przysłopy (846 m). Čas přechodu: výstup 1 h, sestup 0,45 h.
11. Černá značka: Korbielów (600 m) – Polana Gawlasie (780 m) – průsmyk Glinne (806 m). Čas přechodu: výstup 1 h., sestup 0,45 h.
12. Černá značka: Korbielów (600 m) – Furmaniec (667 m) – Wierch Jabłonki (701 m) – Krzyżówki (kolem 600 m) – průsmyk mezi Przyborówką a Jaworzyną (kolem 830 m) – Głuchaczki (ok. 700 m) – průsmyk pod Palenicą (kolem 780 m) – Moczarki (kolem 900 m) – průsmyk pod Jaworzyną (kolem 950 m) – Hala Kamińskiego (1118 m). Čas přechodu: výstup 5 h., sestup 4,45 h.
13. Černá značka: Krzyżowa (500 m) – Przełęcz Przysłopy (847 m) – Hala Buczynka (1202 m) – Skałka (1235 m) – Hala Miziowa (1275 m). Čas přechodu: výstup 3,30 h, sestup 2,45 h.